# Вторая осада Сарагосы
Во время второй осады Сарагосы французские войска осадили и захватили испанский город Сарагоса. Она произошла во время Пиренейской войны (части наполеоновских войн) и стала печально известна своей жестокостью.

## Предыстория
После Мадридского восстания (2 мая) город успешно выдержал первую осаду с 15 июня 1808 года по 14 августа 1808 года. Это был один из первых случаев в истории, когда регулярная армия была побеждена ополчением в уличных боях.
Дальнейшие поражения — особенно капитуляция генерала Дюпона в битве при Байлене — вынудили короля Жозефа Бонапарта отступить за реку Эбро, освободив большую часть Испании, за исключением небольшого выступа на северо-востоке и небольшого района вокруг Барселоны.
В этот момент испанцы упустили свой лучший шанс победить французов. Они не назначили Верховного главнокомандующего, поэтому все армии продолжали действовать независимо. Основными армиями являлись армии генерала Блейка на северном побережье, генерала Кастаньоса возле Туделы и генерала Палафокса возле Сарагосы. Блейк действовал активнее всех, но и он был побежден в Панкорбо 31 октября 1808 года.
План Наполеона состоял в том, чтобы всеми войсками атаковать Бургос между армиями Блейка и Кастаньоса. Как только Бургос был бы взят, французская армия должна была разделиться и наступать одновременно на север и юг, чтобы окружить оставшиеся армии. Для этого Наполеону было нужно, чтобы испанские армии оставались на своих нынешних уязвимых позициях. С этой целью 3-й корпус маршала Монсея, противостоявший генералу Кастаньосу, оставался неактивным с конца октября до 21 ноября, в то время как 4-й корпус Нея пытался пробиться к его тылу через Бургос и Сорию.
21 ноября 1808 года 3-й французский корпус пересек реку Эбро в Логроньо и направился на восток к Калаорре. Колонна маршала Нея достигла долины в верховьях Дуэро и направилась к Туделе.
Чтобы не попасть в ловушку, Кастаньос удалился в Туделу и попросил Палафокса помочь ему укрепить линию, идущую к югу от города в направлении Касканте, где он намеревался встретиться с корпусом Монсея до прибытия 4-го корпуса Нея. Заместитель Палафокса в этом районе генерал О’Нейл отказался, заявив, что у него есть строгий приказ не пересекать границы Арагона (Тудела находится в Наварре).
Когда пришло одобрение Палафокса, французы уже начали атаку, заставшую испанцев врасплох. Эта битва окончилась крупной победой французов, но испанские армии смогли бежать — О’Нейл в Сарагосу, а Кастаньос в Мадрид, сохранив большую часть своего снаряжения и пушек. Теперь всё было готово ко второй осаде.

## Оборонительные сооружения города

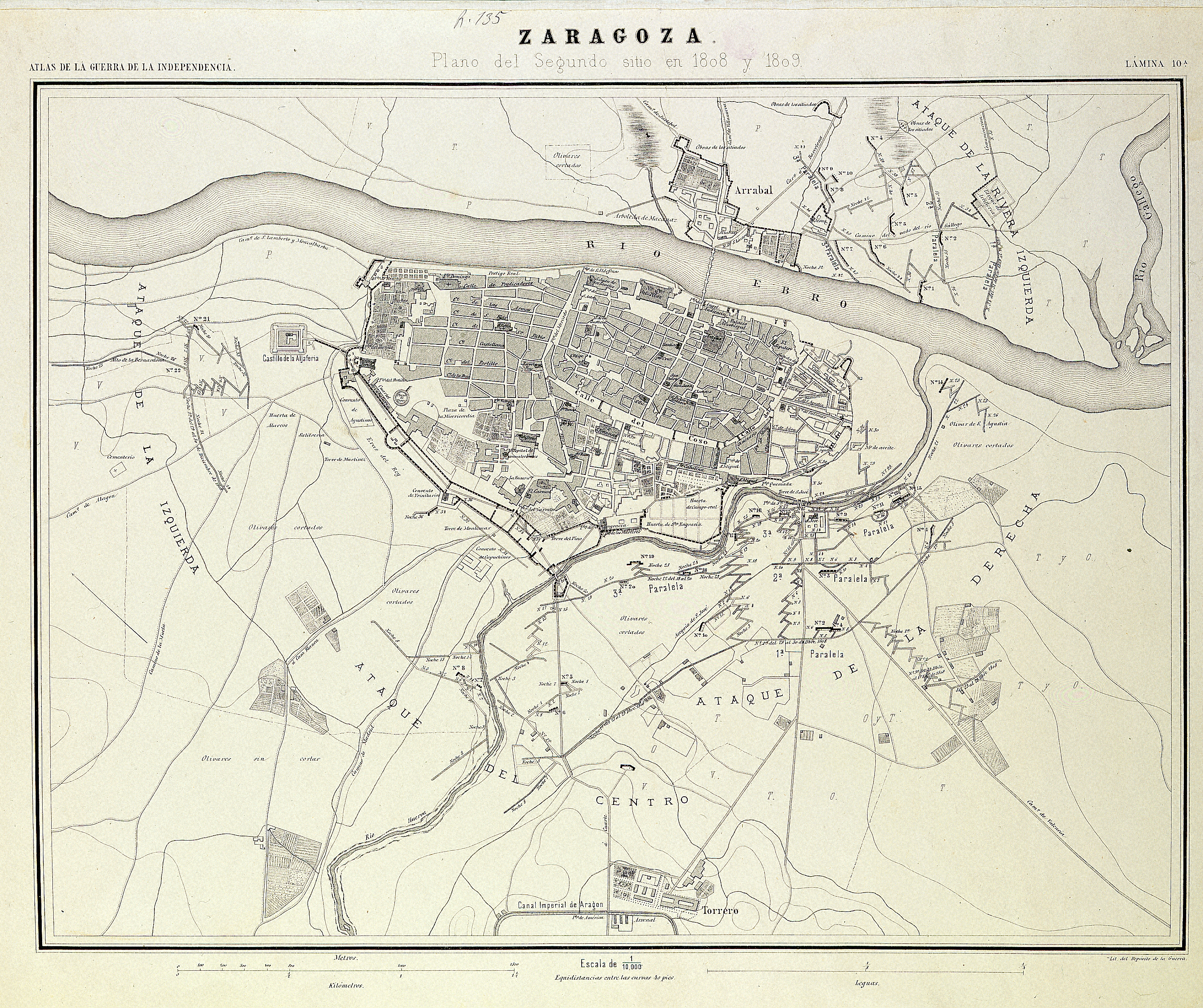
Карта второй осады Сарагосы (1868)

В июне-августе, после первой осады Сарагосы, в её обороне произошли значительные изменения. Во время первой осады город имел мало укреплений, за исключением средневековых стен, которые всё равно не могли противостоять французскому артобстрелу. Защитники состояли лишь из горстки регулярных войск и артиллеристов, а также из тысяч добровольцев. Однако они смогли причинить французам тяжёлый урон во время битв на баррикадах на узких извилистых улицах.
С сентября 1808 года полковник Сангенис работал над укреплением крепости. К югу город был защищен рекой Уэрва, которую Сангенис использовал в качестве рва, и двумя редутами: «Богоматерь Пилар» в юго-западной стороне и монастырём Сан-Хосе на юго-востоке. Над ними возвышались городские стены.
На западе за городскими стенами был построен прочный вал, соединявший августинский и тринитарианский монастыри. Он обеспечивал укрытие для центральной батареи орудий. Также с этой стороны был ров глубиной 14 метров.
Сан-Лазаро был укреплён валом, защищенным водяными преградами, а два монастыря на северной стороне реки Эбро были превращены в крепости.
На ключевой позиции холма Монте-Торреро Сангенис построил укреплённый военный лагерь, используя Арагонский канал в качестве рва.
До битвы при Туделе работы по укреплению города шли медленно. Однако после битвы стало ясно, что французы могут атаковать в любой момент, и к строительству удалось привлечь 60 тыс. добровольцев. Если бы французы напали сразу же, то даже это не помогло бы оборонявшимся. Однако из-за задержки испанцы успели улучшить укрепления и получить достаточное количество припасов.
Внутри городских стен крепкие каменные дома были объединены с внутренними проходами, превращая каждый квартал города в отдельную забаррикадированную крепость, а многочисленные церковные здания были превращены в опорные пункты, из которых можно было вести картечный огонь по улицам.
Гарнизон также был намного сильнее, чем при первой осаде. Палафокс собрал дополнительно 10-12 тыс. новобранцев в Сарагосе и ещё 17 тыс. выживших в битве при Туделе. К началу осады у Палафокса было 32 тыс. пехотинцев, 2 тыс. кавалеристов и 10 тыс. вооруженных добровольцев.
Чтобы предотвратить опасность взрыва арсенала, город производил порох по мере необходимости.
Запасов продовольствия и боеприпасов хватало на три месяца; у горожан были свои запасы.

## Задержка
Битва при Туделе закончилась 23 ноября 1808 года, но осада Сарагосы началась только 20 декабря 1808 года. Это дало испанцам достаточно времени, чтобы укрепить оборону и собрать припасы.
После битвы при Туделе для атаки на Сарагосу у французов было два корпуса — 3-й корпус маршала Монсея и 6-й корпус маршала Нея. Оба эти корпуса покинули Туделу 28 ноября и прибыли в Сарагосу 30 ноября. Они собирались начать осаду, когда Нею было приказано перебросить свой корпус на запад через горы в Кастилья-ла-Нуэва.
Теперь у Монсея было всего 15 тыс. человек, чего было явно недостаточно для осады. В результате Монсей удалился в Туделу, чтобы ждать подкрепления от 5-го корпуса маршала Мортье. Оно прибыло из Германии 15 декабря, и теперь у атакующих было 38 тыс. пехотинцев, 3,5 тыс. кавалеристов, 3 тыс. инженеров и 60 осадных орудий.

## Осада
20 декабря французские войска снова прибыли в Сарагосу. Монсей разделил свои войска: одна дивизия под командованием генерала Газана была направлена на север, корпус Мортье был размещён на западе, а корпус самого Монсея — на юге.

### Этап 1: захват флешей. 20 декабря 1808 — 15 января 1809 года
Первый целью стали слабые испанские флеши на Монте-Торреро. 21 декабря их обстреляли три батареи, после чего двадцать батальонов пехоты успешно вытеснили из них испанцев. Как выяснилось, это стало для французов залогом победы, так как они смогли развернуть на Монте-Торреро свои основные пушечные батареи и в конечном итоге проделали брешь в южной стене.
В тот же день Газан начал атаку на Сан-Лазаро, однако она не увенчалась успехом.
22 декабря 1808 года Монсей официально потребовал сдачи города, но получил отказ. Затем он решил сосредоточить свои усилия на южной стороне города и подготовить атаки на редут Пилар и на монастырь Сан-Хосе. Была также запланирована атака на замок Альхаферия на северо-западе.
29 декабря 1808 года Монсей был отозван в Мадрид и заменён командующим 3-м корпусом генералом Жаном Андошем Жюно. Мортье был старше Жюно по званию, но работал в сотрудничестве с ним, пока его самого не отозвали 2 января 1809 года.
Французские приготовления были окончательно завершены 10 января 1809 года, и начался обстрел редута Пилар и Сан-Хосе. К концу дня стены Сан-Хосе были на грани разрушения. В час ночи 11 января 1808 года Палафокс устроил контратаку, но она не удалась, и испанские войска отступили в город.
Атака французов на редут Пилар продолжалась до ночи с 15 на 16 января 1808 года, когда 1-й Польский Вислинский полк штурмом овладел им. В этот момент испанцы уже отступили, разрушив за собой мост через реку Уэрва.

### Этап 2: обстрел стен. 16 — 27 января 1809 года
16 января 1809 года испанские флеши были во французских руках. Французская армия теперь могла сосредоточиться на проломе стен Сарагосы.
С 17 января 1809 года французы начали обстрел городских стен из редута Сан-Хосе. Палафокс знал, что стены долго не продержатся, и готовил баррикады в городе, превращая его в лабиринт маленьких крепостей.
В январе Жюно был заменён на маршала Ланна, который восстанавливался после травмы. Болезни теперь создавали проблемы с обеих сторон. У французов было только 20 тыс. боеспособных солдат. В то же время недалеко от города под руководством Франциско Палафокса (младшего брата генерала) и маркиза Лазана (старшего брата генерала) собирались новые силы испанцев.
Ланн был обеспокоен своим тылом и отозвал подразделение Мортье, которое защищало линии сообщения между Мадридом и Сарагосой. 26 января армия Мортье разгромила крестьянское ополчение в Альканьисе, численностью около 4-5 тыс. человек.
Французы начали атаку 24 января 1809 года, захватив три плацдарма через реку Уэрва. Основной штурм начался 27 января 1809 года через три бреши в городских стенах. Ланн прорвался в двух местах и захватил батарею в юго-восточной части города, а также монастырь Санта-Энграсия на юго-западе.
На этом подготовительный этап осады закончился, и начались жестокие уличные бои.

### Этап 3: уличные бои. 28 января — 20 февраля 1809 года

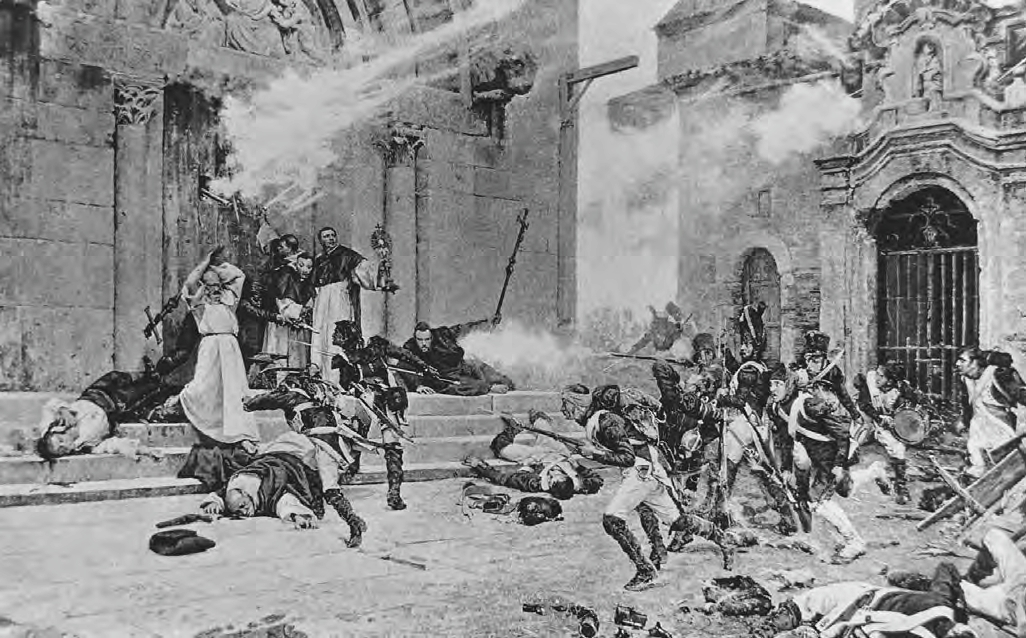
Во время ожесточённых уличных боев за каждый квартал французская пехота атаковала защитников церкви

Испанские защитники с самого начала готовились к уличным боям. Ланн, однако, принял решение о медленной блокаде каждого квартала по очереди, чтобы минимизировать французские потери.
Отдельные сражения отличались своей свирепостью. В какой-то момент в Сан-Августинском монастыре французы захватили алтарь и несколько часов перестреливались с испанцами, закрепившимися в нефе и на колокольне. Однако французское превосходство в оснащении и обучении давало о себе знать, и ежедневно тысячи испанцев гибли как в боевых действиях, так и из-за болезней, которые распространялись по всему городу.
К февралю болезни истребили почти всё население Сарагосы, и от первоначального гарнизона в 32 тыс. человек оставалось только 8495. Около 10 тыс. человек было убито и 13 737 были больны или ранены.
Однако французы не знали об этом, и при мысли о бесконечных битвах на узких улочках их боевой дух сильно упал. Разочарованный медленным развитием событий, Ланн приказал войскам к северу от реки предпринять вторую атаку на Сан-Лазаро, и 18 февраля 1809 года она увенчалась успехом. Северная часть Сарагосы теперь простреливалась французской артиллерией.
К 19 февраля 1809 года защита испанцев начинала сдавать, а сам Палафокс был серьёзно болен. Он отправил своего помощника к Ланну, чтобы обсудить условия капитуляции. Затем он подал в отставку, уступив военное командование генералу Сент-Маршу, а командование городом — совету из 33 местных жителей.
Первое предложение о капитуляции было отклонено, и 20 февраля 1809 года боевые действия возобновились, но гражданский совет быстро договорился об их прекращении, что и произошло в тот же вечер.
Бо́льшая часть города лежала в руинах; во время осады погибло около 54 тыс. человек.

## Итог

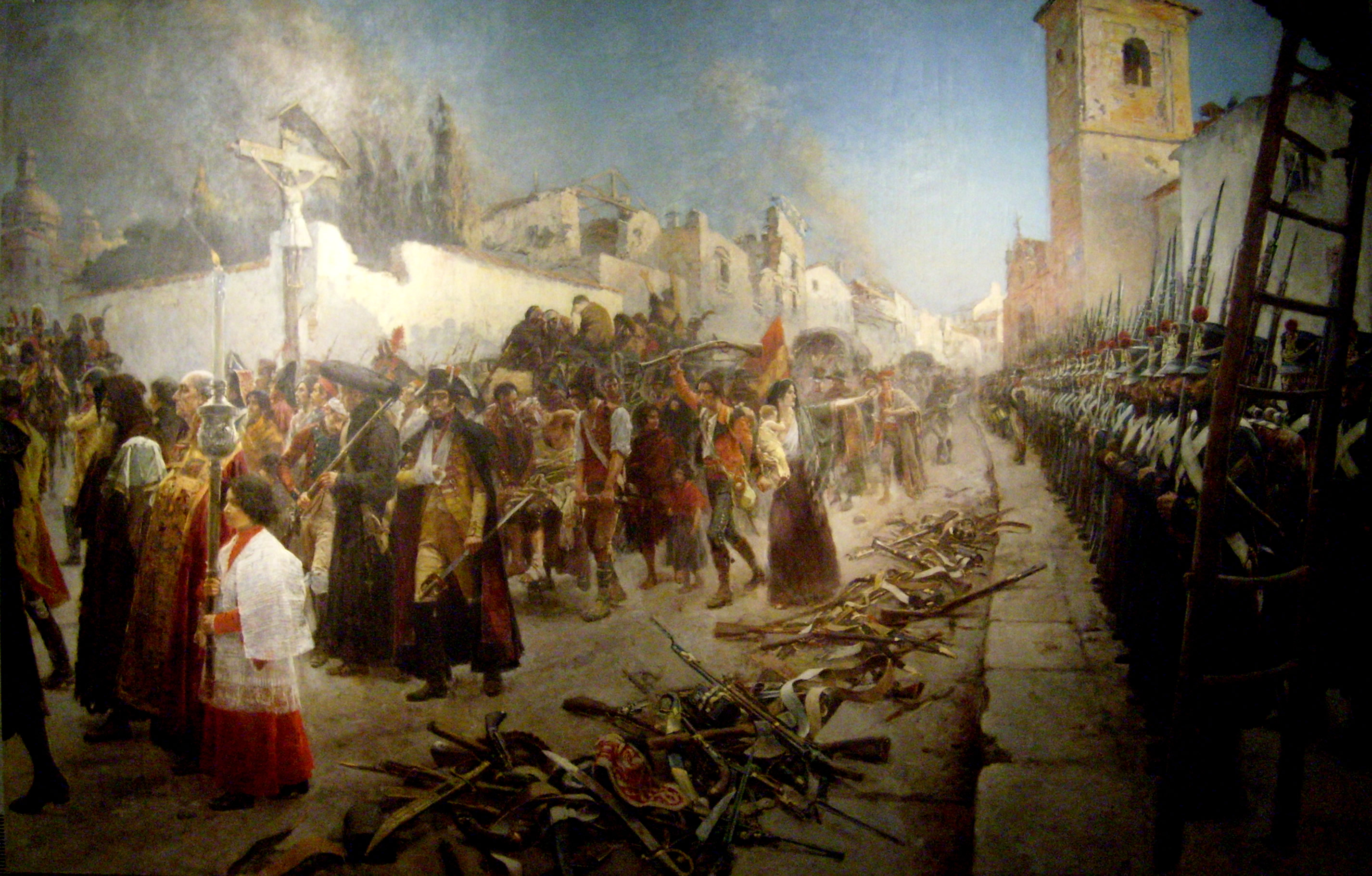
Сдача Сарагосы. Картина Мориса Оранжа

По условиям капитуляции гарнизон вышел из города и сложил оружие у ворот Портильо. У них был выбор отправиться в плен или присоединиться к французской армии. Из 32 тыс. солдат в начале осады в живых осталось только 8 тыс. человек.
Условия капитуляции сохраняли право на частную собственность, и в городе была объявлена всеобщая амнистия. Хотя мародёрство имело место, город не был полностью разграблен.
Страдания населения города были ужасны, так как, по оценкам, погибло 54 тыс. человек, в том числе 20 тыс. солдат и 34 тыс. гражданских лиц. Сам Ланн подсчитал, что население Сарагосы сократилось с 55,5 тыс. до 15 тыс. человек. Город, считавшийся испанской Флоренцией, был полностью разрушен, потеряв много знаковых зданий, таких как аббатство Санта-Энграсия и королевские дома — правительственные здания средневековой эпохи.
Французы также сильно пострадали, потеряв около 10 тыс. человек — 4 тыс. в бою, а остальных из-за болезней.
С самим Палафоксом французы обращались жестоко, посадив его в тюрьму в Венсене как предателя.